# Адмірал Макаров (крейсер)
«Адмірал Макаров» (рос. Адмирал Макаров) — панцерний крейсер типу «Баян» Російського імператорського флоту. Був другим із чотирьох панцерних крейсерів свого типу, побудованих для російського імператорського флоту в середині 1900-х років.
«Адмірал Макаров» був закладений у квітні 1905 року на верфі французької компанії Société Nouvelle des Forges et Chantiers de la Méditerranée у Ла-Сейн-сюр-Мері. 28 травня 1906 року він був спущений на воду, а у квітні 1908 року увійшов до складу ВМФ Російської імперії. Спочатку корабель був призначений для Балтійського флоту, але кілька разів він виходив у походи до Середземного моря до початку Першої світової війни в 1914 році. Невдовзі після початку війни корабель був модифікований для установки мін. Під час війни «Адмірал Макаров» брав участь у кількох безрезультатних битвах на Балтійському морі з німецькими кораблями, включаючи Готландський бій у середині 1915 року. Крейсер також захищав протоку Моонзунд під час німецького вторгнення на Моонзундський архіпелаг наприкінці 1917 року. «Адмірал Макаров» був виведений зі складу флоту у 1918 році та проданий на металобрухт у 1922 році.

## Перша світова війна

### Кампанія 1914 року
1 (13) серпня 1914 німецький мінний загороджувач «Дойчлянд» під ескортом легких крейсерів «Аугсбург» і «Магдебург» і трьох есмінців вирушив до Фінської затоки для постановки мінного загородження, але у відкритому морі німці наразилися на російські панцерні крейсери «Адмірал Макаров» і «Громобой». Російський командир вважаючи, що випадково зустрів велике крейсерське угруповання німців, зокрема крейсери «Рун» та «Принц Генріх», дав наказ відступити, не ув'язуючись у бій. Противники розійшлись, але через загрозу зіткнення з росіянами «Дойчлянд» поставив мінне поле, не доходячи 45 миль до запланованого району.
Командувач російським Балтійським флотом адмірал Ессен М. О. відсторонив від посади контрадмірала Коломойцева М. М., начальника 1-ї бригади крейсерів («Громобой», «Паллада», «Адмірал Макаров» та «Баян»), за нерішучі дії у цій ситуації.
З жовтня командування Балтійського флоту активізувало постановку мінних загороджень у південній частині моря, на маршрутах життєво важливих для Німеччини комунікації, за якими здійснювалося перевезення зі Швеції залізної руди. Крейсери «Рюрик», «Росія», «Адмірал Макаров», «Олег» та «Богатир», ескадрені міноносці, мінні загороджувачі «Амур» і «Єнісей», виставили 14 мінних загороджень (всього 1598 мін). У результаті на мінних полях німці втратили в 1914—1915 рр. панцерний крейсер «Фрідріх Карл», 4 тральщики, 2 або 3 сторожові кораблі і 14 пароплавів. Крім того, в результаті підриву отримали пошкодження крейсери «Аугсбург» і «Газелле», 3 міноносці й 2 тральщики.

### 1915
1 липня 1915 року російські крейсери «Адмірал Макаров» (флагман), «Баян», «Богатир», «Олег», «Рюрик» та 8 есмінців під командуванням контрадмірала Бахірєва вийшли в море для обстрілу Мемеля. У той же день загін німецьких кораблів (крейсери «Роон», «Аугсбург» (флагман) і «Любек», мінний крейсер «Альбатрос», 7 міноносців) вийшов для постановки мін поблизу маяка Бокшер біля Або-Аландського району.
О 7:30 2 липня російські кораблі виявили біля острова Готланд «Аугсбург», «Альбатрос» і 3 есмінці й відкрили по них вогонь. У результаті морського бою, німецький крейсер «Аугсбург», користуючись перевагою у швидкості ходу, відірвався від переслідувачів, а «Альбатрос» потрапив під щільний артилерійський вогонь крейсерів «Богатир» та «Олег», і намагаючись сховатися у шведських територіальних водах, викинувся на берег біля острова Естергорн, де згодом був інтернований шведами.

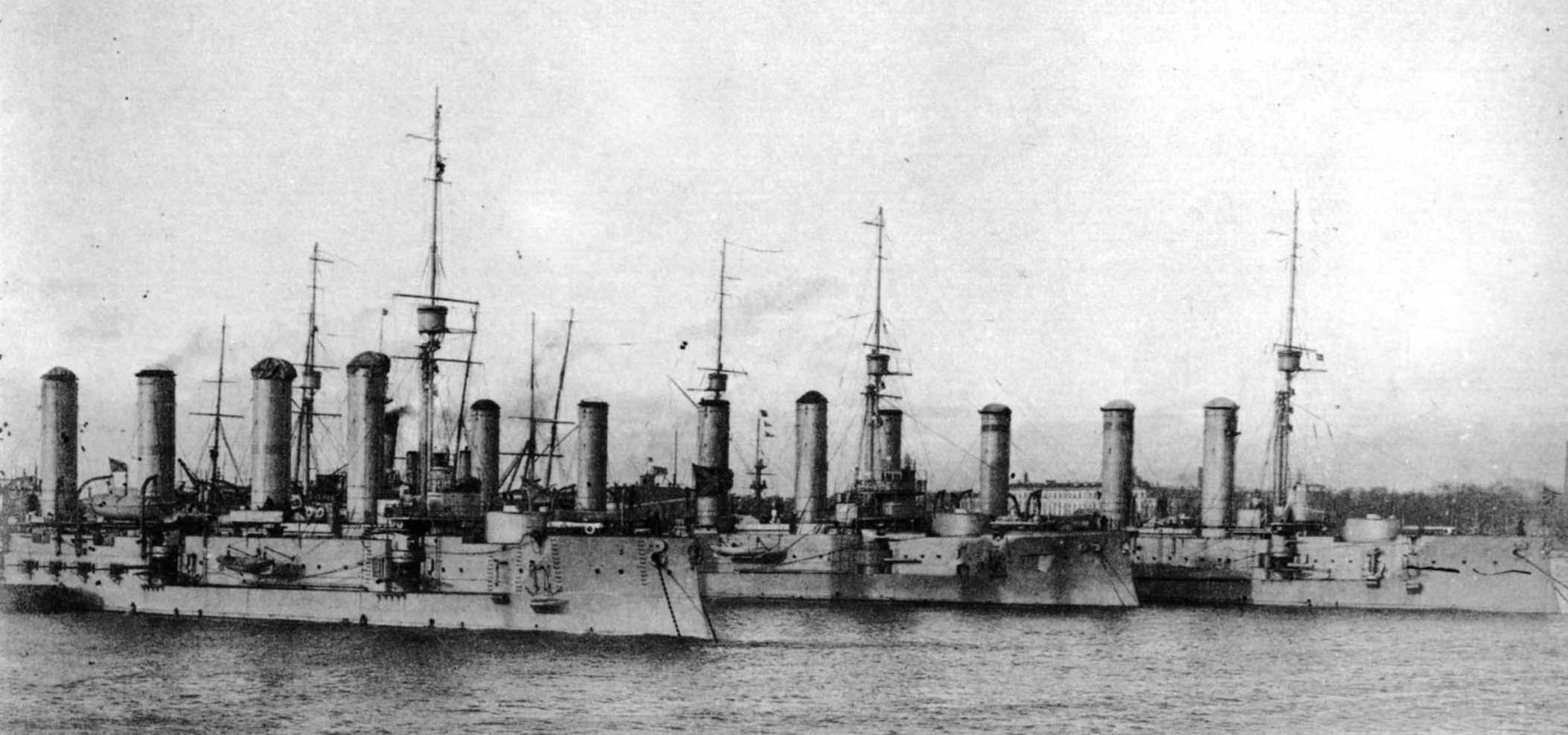
Панцерні крейсери типу «Баян»: «Баян», «Адмірал Макаров» і «Паллада»

Морський бій біля Готланда завершився з невизначеним результатом. Німецький панцерний крейсер отримав три влучення великокаліберних снарядів. Німецькі крейсери першими припинили вогонь і вийшли з бою. «Принц Адельберт» і «Принц Генріх» не встигли прибути в район бою. По дорозі вони були атаковані підводним човном E9. «Принц Адельберт» отримав велику пробоїну і ледь дістався Кіля. Другий крейсер пішов у Данціґ.

### 1916
Кампанії 1916 року на Балтійському морі передувало тривале затишшя у воєнних діях. 26 травня (8 червня) «загін особливого призначення» під командуванням контрадмірала Трухачова П. Л., до якого входили крейсери «Рюрик», «Олег» та «Богатир» і 12 есмінців вийшли в район Ландсорт — Готланд — північний край острова Еланд, намагаючись перехопити німецький караван з великим вантажем залізної руди.
«Адмірал Макаров» з крейсером «Баян» та підводними човнами вийшов у південно-східну частину Балтійського моря з метою прикриття «загону особливого призначення» і, попутно, для знищення транспортів і військових кораблів противника.
Але, в результаті морського бою російський флот не здобув визначеної цілі й відступив до своїх баз.
На початку липня 1916 року Північний фронт генерала від інфантерії Куропаткіна О. М. готувався до наступальної операції з метою відкинути противника від Риги, а в разі успішного розвитку наступу — очистити від німецьких військ і всю Курляндію. Морські сили Ризької затоки були залучені для артилерійської підтримки наступаючих військ 12-ї армії генерала від інфантерії Радко Димитрієва, а також готувалися до проведення десантної операції. У Ризьку затоку прибули додаткові сили — лінійний корабель «Цесаревич», крейсери «Аврора», «Діана», «Баян» і «Адмірал Макаров». Протягом трьох днів, 2-4 (15-17) липня, кораблі вели інтенсивний і ефективний вогонь по ворожих позиціях, але сухопутні війська не зуміли прорвати оборону німців на приморській ділянці. Наступ захлинувся.
Восени 1917 року Балтійський флот для захисту Моонзундської позиції утримував Морські сили Ризької затоки під командуванням віцеадмірала Бахірева М. К., що складалися з 2 лінкорів (колишніх броненосців), 2 панцерних крейсерів, 1 крейсера, 3 канонерських човнів, 25 есмінців, 7 міноносців, 3 підводних човнів, 3 мінних загороджувачів і інших кораблів і судів, всього 125 одиниць

### 1918
У лютому 1918 року, в ході мирних переговорів радянської Росії з Четверним союзом у Бересті виникла реальна загроза захоплення російських кораблів, що базувалися в Ревелі (Таллінні). Кораблі необхідно було терміново переводити в Кронштадт. Перший загін у складі лінкорів «Гангут», «Полтава», «Севастополь», «Петропавловськ», крейсерів «Адмірал Макаров», «Богатир», «Рюрик» у супроводі криголамів «Єрмак» і «Волинець» у сильні тумани, ламаючи суцільний лід, вийшов з Гельсінгфорса і незабаром дістався Кронштадта.